# Campeonato Mundial de Judo de 2003
El XXVI Campeonato Mundial de Judo se celebró en Osaka (Japón) entre el 11 y el 14 de septiembre de 2003 bajo la organización de la Federación Internacional de Judo (IJF) y la Federación Japonesa de Judo. 
Las competiciones se realizaron en el Pabellón Osaka-jo de la ciudad nipona.

## Medallistas

### Masculino
| Evento                    | Oro                         | Plata                               | Bronce                                                         |
| ------------------------- | --------------------------- | ----------------------------------- | -------------------------------------------------------------- |
| –60 kg (11.09)            | Choi Min-Ho Corea del Sur   | Craig Fallon Reino Unido            | Anis Lunifi Túnez Tadahiro Nomura Japón                        |
| –66 kg (12.09)            | Arash Miresmaeili Irán      | Larbi Benboudaoud Francia           | Yordanis Arencibia Verdecia · Cuba · Magomed Dzhafarov · Rusia |
| –73 kg (12.09)            | Lee Won-Hee Corea del Sur   | Daniel Fernandes Francia            | Vitali Makarov · Rusia · João Neto · Portugal                  |
| –81 kg (13.09)            | Florian Wanner · Alemania   | Sergei Aschwanden · Suiza           | Aleksei Budõlin · Estonia · Robert Krawczyk · Polonia          |
| –90 kg (13.09)            | Hwang Hee-Tae Corea del Sur | Zurab Zviadauri Georgia             | Carlos Honorato · Brasil · Siarhei Kujarenka · Bielorrusia     |
| –100 kg (14.09)           | Kosei Inoue Japón           | Ghislain Lemaire Francia            | Ihar Makarau · Bielorrusia · Mário Sabino · Brasil             |
| +100 kg (14.09)           | Yasuyuki Muneta Japón       | Dennis van der Geest · Países Bajos | Yevhen Sotnikov · Ucrania · Tamerlan Tmenov · Rusia            |
| Categoría abierta (11.09) | Keiji Suzuki Japón          | Indrek Pertelson Estonia            | Mövlud Mirəliyev Azerbaiyán Abdullo Tangriyev Uzbekistán       |

### Femenino
| Evento                    | Oro                         | Plata                           | Bronce                                                               |
| ------------------------- | --------------------------- | ------------------------------- | -------------------------------------------------------------------- |
| –48 kg (11.09)            | Ryoko Tamura Japón          | Frédérique Jossinet Francia     | Neşe Şensoy · Turquía · Danieska Carrión · Cuba                      |
| –52 kg (12.09)            | Amarilis Savón · Cuba       | Annabelle Euranie Francia       | Raffaella Imbriani · Alemania · Yuki Yokosawa · Japón                |
| –57 kg (12.09)            | Kye Sun-Hui Corea del Norte | Yvonne Bönisch · Alemania       | Deborah Gravenstijn · Países Bajos · Yurisleidy Lupetey Cobas · Cuba |
| –63 kg (13.09)            | Daniela Krukower Argentina  | Driulis González Morales · Cuba | Ylenia Scapin · Italia · Anna von Harnier · Alemania                 |
| –70 kg (13.09)            | Masae Ueno Japón            | Regla Leyén Zulueta · Cuba      | Annett Böhm · Alemania · Edith Bosch · Países Bajos                  |
| –78 kg (14.09)            | Noriko Anno Japón           | Yurisel Laborde Duanes · Cuba   | Esther San Miguel · España · Edinanci Silva · Brasil                 |
| +78 kg (14.09)            | Sun Fuming China            | Maki Tsukada Japón              | Karina Bryant · Reino Unido · Tea Donguzashvili · Rusia              |
| Categoría abierta (11.09) | Tong Wen China              | Karina Bryant Reino Unido       | Daima Beltrán Guisado · Cuba · Mara Kovačević · Serbia y Montenegro  |

## Medallero
| Núm. | País                | Oro | Plata | Bronce | Total |
| ---- | ------------------- | --- | ----- | ------ | ----- |
| 1    | Japón               | 6   | 1     | 2      | 9     |
| 2    | Corea del Sur       | 3   | 0     | 0      | 3     |
| 3    | China               | 2   | 0     | 0      | 2     |
| 4    | Cuba                | 1   | 3     | 5      | 9     |
| 5    | Alemania            | 1   | 1     | 4      | 6     |
| 6    | Argentina           | 1   | 0     | 0      | 1     |
| 6    | Corea del Norte     | 1   | 0     | 0      | 1     |
| 6    | Irán                | 1   | 0     | 0      | 1     |
| 9    | Francia             | 0   | 5     | 0      | 5     |
| 10   | Reino Unido         | 0   | 2     | 0      | 2     |
| 11   | Países Bajos        | 0   | 1     | 2      | 3     |
| 12   | Estonia             | 0   | 1     | 1      | 2     |
| 13   | Georgia             | 0   | 1     | 0      | 1     |
| 13   | Suiza               | 0   | 1     | 0      | 1     |
| 15   | Brasil              | 0   | 0     | 3      | 3     |
| 15   | Rusia               | 0   | 0     | 3      | 3     |
| 17   | Bielorrusia         | 0   | 0     | 2      | 2     |
| 18   | Azerbaiyán          | 0   | 0     | 1      | 1     |
| 18   | España              | 0   | 0     | 1      | 1     |
| 18   | Italia              | 0   | 0     | 1      | 1     |
| 18   | Polonia             | 0   | 0     | 1      | 1     |
| 18   | Portugal            | 0   | 0     | 1      | 1     |
| 18   | Serbia y Montenegro | 0   | 0     | 1      | 1     |
| 18   | Túnez               | 0   | 0     | 1      | 1     |
| 18   | Turquía             | 0   | 0     | 1      | 1     |
| 18   | Ucrania             | 0   | 0     | 1      | 1     |
| 18   | Uzbekistán          | 0   | 0     | 1      | 1     |
|      | TOTAL               | 16  | 16    | 32     | 64    |